# Nops ernestoi
Nops ernestoi is een spinnensoort in de taxonomische indeling van de Caponiidae.
Het dier behoort tot het geslacht Nops. De wetenschappelijke naam van de soort werd voor het eerst geldig gepubliceerd in 2005 door Sánchez-Ruiz.